# Libertad (EP)
Libertad  é um extended play colaborativo dos artistas musicais mexicanos Christian Chávez e Anahí. Foi lançado em 18 de abril de 2011, pela gravadora PeerT6H Music.
O EP foi lançado em duas versões, a standard e a deluxe, que inclui a versão original do single "Libertad", o videoclipe e três remixes. A faixa foi lançada em dueto com a também cantora e atriz mexicana Anahí.

## Produção
Em dezembro de 2009, foi anunciado que a música seria uma parceria com a cantora mexicana Gloria Trevi. Em 2011, foi anunciado que o dueto seria realizado com a cantora mexicana Anahí.

## Singlee lançamento
No dia 22 de março de 2011, foi lançado o single "Libertad", gravado junto com sua ex-companheira do RBD, a cantora mexicana Anahí. A canção foi escrita por Samuel Parra "Samo", integrante da banda mexicana Camila. 
“Libertad é uma música que fala sobre liberdade de expressão e sobre o direito das pessoas de serem tratadas com igualdade”, disse o artista.
Dirigido por Max Gutiérrez, o videoclipe da faixa foi lançado dia 26 de março de 2011, no canal oficial do Youtube do cantor. O vídeo conta com inúmeras participações especiais: Perez Hilton, Amandititita, Penya, Montserrat Waldorf, Lola e Natalie Fernandez.
Uma segunda versão do vídeo intitulada Director's Cut foi lançada em 2 de novembro de 2011, e contém algumas cenas diferentes da primeira versão do vídeo. Elas foram 
cortadas por serem de conteúdo mais forte, mais explícito.

## Divulgação
Apresentações ao vivo
Christian e Anahí interpretaram a canção pela primeira vez em shows realizados em São Paulo e no Rio de Janeiro como parte da Go Any Go Tour e Libertad World Tour em 26 e 27 de março de 2011, respectivamente.
Em 12 de maio de 2011, ambos interpretaram a música no Auditorio citiBanamex, na Cidade do México. Em 23 de julho de 2011, 
eles interpretaram a canção juntos novamente em um concerto acústico realizado em Monterrey, no México.

## Lista de faixas
| Libertad - Edição padrão |                                       |                   |                  |         |  |
| N.º                      | Título                                | Compositor(es)    | Produtor(es)     | Duração |  |
| 1.                       | "Libertad"                            | Samuel Parra Cruz | Sebastian Jácome | 3:50    |  |
| 2.                       | "Libertad" (Oscar Velázquez Remix)    | Cruz              | Jácome           | 4:54    |  |
| 3.                       | "Libertad" (Oscar Velázquez Club Mix) | Cruz              | Jácome           | 9:10    |  |
| 4.                       | "Libertad" (Oscar Velázquez Dub Mix)  | Cruz              | Jácome           | 7:22    |  |
| Duração total:           | Duração total:                        | Duração total:    | Duração total:   | 25:18   |  |

## Créditos
Lista-se abaixo alguns dos profissionais envolvidos na elaboração de Libertad:
- Composição  – Samuel Parra
- Produção  – Sebastian Jácome
- Artista Principal - Christian Chávez, Anahí
- Coros  – Antonio Rayo, Natalie Fernadez, Sebastian Jácome
- Engenharia de som  – Sebastian Jácome, Bryan Waveman, Patricio Pavez
- Mixagem  – Robert Orton
- Masterização  – Chris Gehringer
- Remix  – Oscar Velázquez